# Алексик Андрій Андрійович
Андрій Андрійович Алексик (нар. 20 квітня 1939 року, село Великі Ком'яти, Чехословаччина) — радянський та український оперний співак (бас), народний артист РРФСР

## Життєпис
Народився 20 квітня 1939 в селі Великі Ком'яти в Чехословаччині (зараз Виноградівський район, Закарпатська область, Україна).
Закінчив вокальне відділення Ужгородського музичного училища (педагог Андрій Задор). Будучи в училищі, співав у Закарпатському народному хорі. У 1970 році закінчив вокальний факультет Львівської консерваторії (педагог О. Дарчук).
У 1970—1975 роках був солістом Горьківського театру опери та балету. У 1975—1991 роках виступав у Челябінському театрі опери та балету. За роки роботи у Челябінському театрі заспівав близько 20 партій.
Гастролював у Польщі, Німеччині, Італії, Чехії. Володіє басом широкого діапазону з яскравим тембральним забарвленням.
У репертуарі — пісні та романси укр. (М. Лисенка, Я. Степового, С. Людкевича, Ю. Мейтуса) та рос. (М. Мусоргського, М. Глинки, С. Рахманінова) композиторів, твори В.-А. Моцарта, Дж. Россіні, Дж. Верді та ін.
З 1991 року був артистом Львівського оперного театру.

## Нагороди та премії
- Заслужений артист РРФСР (10.12.1980).
- Народний артист РРФСР (6.03.1985).

## Роботи у театрі

### Челябінський театр опери та балету
- «Севільський цирульник» Дж. Россіні — Дон Базіліо
- «Князь Ігор» А. Бородіна — Князь Галицький, хан Кончак
- «Хованщина» М. П. Мусоргського — Іван Хованський, Досифей
- «Фауст» Ш. Гуно — Мефістофель
- «Русалка» А. Даргомизького — Мельник
- «Іван Сусанін» М. І. Глінки — Іван Сусанін
- «Дон Жуан» В. Моцарта — Лепорелло

## Сім'я
Разом з дружиною виховував онука Миколу оскільки він ріс без батька. Микола виріс творчою особистістю, а після початку повномасштабного вторгнення долучився до бригади АЗОВ НГУ. Загинув 16 грудня 2023 в Серебрянському лісі в Луганській області.